# 日建ハウジングシステム
株式会社日建ハウジングシステム（にっけんハウジングシステム） は、東京都文京区に本社を置く集合住宅の計画・設計・監理・建築コンサルタント業務などを行う建築設計事務所。1970年（昭和45年）に集合住宅施設専門の設計事務所として設立。低層建築物、中層建築物だけでなく超高層建築物まで幅広く集合住宅の設計を行っている。日本最大の建築設計事務所である日建設計のグループ会社として、協同で事業を行うことも多い。

## 沿革
- 1970年（昭和45年） - 集合住宅施設専門の設計事務所として設立
- 1980年（昭和55年） - 大阪支所を開設
- 1998年（平成10年） - 名古屋分室を設置
- 2001年（平成13年） - 福岡分室を設置

## 主な作品
- 浅草ザ・タワー
- 泉ガーデンレジデンス
- エルザグレース堀江タワー
- グランドメゾン星が丘山手
- サンウッド市川真間グリーンヒルズ
- 東京ガーデンテラス紀尾井町 紀尾井レジデンス
- 東京ミッドタウンレジデンス棟
- パークコート千代田富士見ザタワー
- ブランズ ザ・ハウス一番町
- ローレルスクエア千葉ニュータウン中央
- 六本木ヒルズレジデンス

## 日建設計グループ
- 日建設計
- 日建設計総合研究所
- 日建設計シビル
- 北海道日建設計
- 日建スペースデザイン
- 日建設計マネジメントソリューションズ
- 日建設計コンストラクションマネジメント
- 日建ソイルリサーチ